# San Casciano dei Bagni
San Casciano dei Bagni é uma comuna italiana da região da Toscana, província de Siena, com cerca de 1.745 habitantes. Estende-se por uma área de 91 km², tendo uma densidade populacional de 19 hab/km². Faz fronteira com Abbadia San Salvatore, Acquapendente (VT), Allerona (TR), Cetona, Città della Pieve (PG), Fabro (TR), Piancastagnaio, Proceno (VT), Radicofani, Sarteano.

## Demografia
| Variação demográfica do município entre 1861 e 2011                               |
|                                                                                   |
| Fonte: Istituto Nazionale di Statistica (ISTAT) - Elaboração gráfica da Wikipedia |